# Hooker-gletsjeren
Hooker-gletsjeren er en af flere gletsjere tæt på skråningerne af Mount Cook i New Zealands sydlige alper. Den er ikke så stor som sin nabo, Tasman-gletsjeren, der måler 11 kilometer i længden.

## Etymologi
De geografiske steder i New Zealand, der bærer navnet Hooker, blev opkaldt af Canterburys provinsgeolog, Julius von Haast, efter den engelske botaniker William Jackson Hooker.

## Beskrivelse
Gletsjeren starter på de sydvestlige skråninger af Mount Cook, med dens sidegletsjere Sheila-gletsjeren, Empress-gletsjeren og Noeline-gletsjeren. Hooker-gletsjeren løber sydpå derfra indtil gletsjertungen ved Hooker-søen. Gletsjervandet fra søen er kilden til Hooker-floden, en lille biflod til Tasman-floden, der løber ud i Pukaki-søen .
Hooker-gletsjeren er en af New Zealands mere tilgængelige gletsjere, og både den og dens gletsjertunge kan tydeligt ses fra enden af Hooker-dalstien. Denne lette gåtur til issøen er den mest populære i regionen.
For seriøse vandrere og bjergbestigere er der tre hytter langs gletsjeren længere oppe i dalen: Hooker-hytten, Gardiner-hytten og Empress-hytten.
Den nuværende issø begyndte først at dannes i 1970'erne og forblev der, da Hooker-gletsjeren trak sig tilbage. Ligesom mange af gletsjerne i de sydlige alper smelter Hooker-gletsjeren hurtigt, og issøen forventes at vokse, efterhånden som gletsjertungen trækker sig tilbage, indtil den når gletsjerens bund omkring 4 kilometer længere oppe end den nuværende gletsjertunge.